# Rezerwat przyrody Zdrójno
Rezerwat przyrody Zdrójno – leśny rezerwat przyrody na pograniczu borowiacko-kociewskim, w kompleksie leśnym Borów Tucholskich, na terenie gminy Osiek w województwie pomorskim. Został utworzony zarządzeniem Ministra Leśnictwa i Przemysłu Drzewnego z 24 listopada 1983 roku. Powierzchnia rezerwatu wynosi 168,97 ha (akt powołujący podawał 167,57 ha). Ochronie rezerwatu podlega ekosystem siedliskowy bobrów znajdujący się na akwenie śródleśnego jeziora Brzezianek i doliny przepływającej przez nie strugi Brzezianek (dopływ Wdy). Bobry zostały tu reintrodukowane w 1979 roku i zadomowiły się.
Rezerwat leży na gruntach Skarbu Państwa, z których większością (155,30 ha) zarządza Nadleśnictwo Lubichowo. Nadzór sprawuje Regionalny Dyrektor Ochrony Środowiska w Gdańsku.
Rezerwat jest położony w granicach Obszaru Chronionego Krajobrazu Borów Tucholskich oraz dwóch obszarów Natura 2000 – obszaru specjalnej ochrony ptaków PLB220009 „Bory Tucholskie” i specjalnego obszaru ochrony siedlisk PLH040017 „Sandr Wdy”.
Najbliższe miejscowości to Kasparus i Zdrójno.